# 1797 w literaturze
Wydarzenia literackie w 1797 roku.

## Proza beletrystyczna i literatura faktu

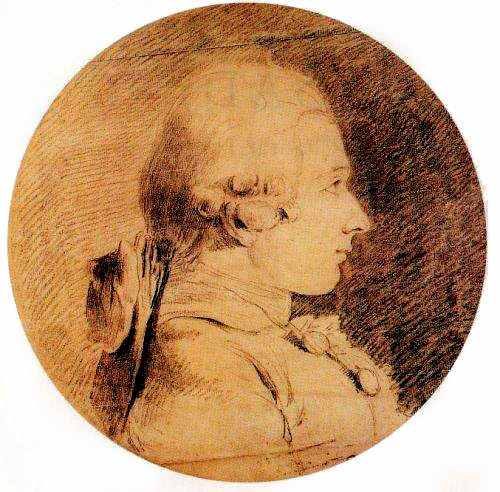
Marquis de Sade

- markiz de Sade – Justyna czyli nieszczęścia cnoty (wersja poszerzona)

## Urodzili się
- 12 stycznia – Annette von Droste-Hülshoff, niemiecka pisarka (zm. 1848)
- 19 marca – Józef Korzeniowski, polski pisarz (zm. 1863)
- 30 sierpnia – Mary Shelley, angielska poetka i pisarka okresu romantyzmu, prekursorka powieści SF (zm. 1851)
- 6 listopada – Olimpia Chodźko, polska arystokratka prowadząca salon w Paryżu, publicystka, tłumaczka (zm. 1889)